# Franz Binjé

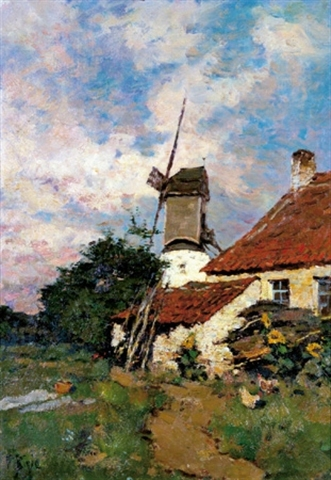
Franz Binjé, Le Moulin.

Franz Binjé (of François Binjé) (Luik, 10 oktober 1835 – Schaarbeek, 10 mei 1900) was een Belgische kunstschilder, die behoorde tot de stroming van het impressionisme. Hij was tevens aquarellist en tekenaar.

## Levensloop
Binjé was een dilettant-kunstenaar die nooit grote roem genoot. Zijn vroegste schilderwerkjes dateren uit 1855. Het waren amateuristische landschapjes, vooral gezichten uit de streek rond Namen.
Om den brode werd Binjé in die tijd spoorwegbeambte, waardoor hij grotendeels zijn artistieke bezigheden diende te staken. Hij hervatte deze omstreeks 1875, na lessen te hebben gevolgd bij landschapschilder Henri van der Hecht, die behoorde tot de School van Tervuren.
In de jaren 1875-90 was hij, eerst als aquarellist en later, vanaf 1880, als olieverfschilder, het meest productief. Binjé werd nooit een professioneel schilder; hij bleef overdag werknemer en werd inspecteur bij de NMBS. Op verschillende reisjes na – blijkbaar voornamelijk in eigen land – verliep Binjé's leven zonder veel bekende noemenswaardige gebeurtenissen: het bleef bij de routine van het werk en in de vrije tijd, het Brusselse kunstleven en de eigen creativiteit.
In de periode 1868-1880 vertoefde hij, samen met andere bekende landschapschilders, regelmatig tijdens de zomermaanden in de kunstenaarskolonie in Anseremme, gelegen aan de samenvloeiing van de Maas en de Lesse. Ook de Limburgse Kempen, en in het bijzonder het kunstenaarsdorp Genk, dat sinds de jaren 1850 tot een geliefde schilderslocatie uitgegroeid was, zocht hij verschillende keren op. Op zijn grafmonument (begraafplaats van Sint-Joost-ten-Node) prijkt een bronzen portret.
De schilderes Berthe Art was Binjé's voornaamste leerling.

## Oeuvre
Binjé behandelde aanvankelijk thema's als platteland, zee, duinen, havens en dieren, eerst in aquarel, later ook in olieverf en pastel. Hij schilderde deze landschappen op realistische wijze in de stijl van de School van Tervuren. Hij beïnvloedde zelfs de zogenaamde "Tweede School van Tervuren". Later evolueerde hij in de richting van het impressionisme. Hij gebruikte een zacht coloriet en een gevoelige toets. Hij vertoefde veel langs de Noordzeekust, wat blijkt uit de vele titels van zijn doeken. Naarmate hij ouder werd, behandelde hij ook het thema van de randstad bij: sites met half platteland en oprukkende bebouwing.
Zijn werken behalen op veilingen behoorlijke prijzen. Een olieverfschilderij op doek "Kalfmolen te Knokke" werd in oktober 2002 geveild voor €1500 bij het veilinghuis Bernaerts te Antwerpen.

## Tentoonstellingen
Zoals zijn meeste collega's exposeerde Binjé op de grote groepstentoonstellingen van die tijd ("salons" genaamd), die om het jaar te Brussel, Gent en Antwerpen ingericht werden. Binjé exposeerde verder in de salons van de Société Royale Belge des Aquarellistes (1899-1900), in de lokalen van de Brusselse Cercle Artistique (1889) en in de tentoonstellingen ingericht door de Antwerpse kunstkring "De Dertien" (1891-1899).
Werk van Binjé werd geselecteerd voor de Wereldtentoonstelling van 1894 te Antwerpen, voor de tentoonstelling van 1896 te Berlijn en voor de Belgische inzending op de Wereldtentoonstelling van 1900 te Parijs.
- Salon 1877, Gent: "Omgeving van Nieuwpoort"
- Salon 1881, Brussel: "De bron", "Avondschemering", "Spaanse paardjes", "Staketsel te Blankenberge" (aquarel)
- Salon 1883, Gent: "Vijver van Ter Hulpen", "Schemering"
- Salon 1886 (tentoonstelling "Blanc & Noir"): "Omgeving van Brussel"
- Salon 1889, Gent: "Molen te Middelkerke"
- Salon 1889, Gent: "Mariakerke"
- Salon 1890, Brussel: " Gezicht te Mariakerke" (aangekocht door koning Leopold II)
- Salon 1894, Oostende: "De straat. 's avonds" en "Molens" (aquarellen)

## Trivia
- Er is een straat in Schaarbeek naar Binjé vernoemd.

## Musea
- Antwerpen, Koninklijk Museum voor Schone Kunsten : "Te Duinkerke" (ca. 1894) en "Avondschemering in de haven" (beide aquarellen);
- Brussel, Koninklijke Musea voor Schone Kunsten van België : "'s Morgens" (1892), "In de Ardennen" (ca. 1896), "De herfst" (z.d.) (alle drie olieverfschilderijen); plus tekeningen;
- Gent, Museum voor Schone Kunsten : "Winter in de Kempen"
- Kortrijk, Stedelijke Musea : "Aan de voet der duinen – Avond" (1896) en "Landschap"
- Oostende, Mu.ZEE (Kunstmuseum aan Zee) : "Duinenlandschap met de O.L.V. ter Duinenkerk te Mariakerke"
- Luik, Musée de l’Art Wallon : "Schuur te Middelkerke", "In de Kempen" en "Regenachtige avond"
- Schaarbeek/Brussel, Gemeentelijke verzameling.
- Gent, Privé verzameling : "Hoeve aan de waterkant"